# Sud de Delhi
Le Sud de Delhi est l’un des districts de Delhi. Il s’étend sur une superficie de 249,44 km2 et abritait en 2011 une population de 2 733 752 habitants, soit approximativement le nombre de personnes peuplant à cette époque l’île de la Jamaïque.
Ce territoire s’organise en trois quartiers ou subdivisions administratives : Defence Colony, Hauz Khas, et Kalkaji.

## Hauz Khas
Le quartier de Hauz Khas est l’un des plus riches du Sud de Delhi ; cette zone urbaine s’est développée à proximité du centre historique Hauz Khas.

### Lieux et monuments
Saket est un quartier résidentiel situé dans le district Sud de Delhi. Son nom lui vient de l’antique cité Ayodhya, aussi appelée Saket.